# 武藏陵墓地
35°39′0.85″N 139°16′48.16″E / 35.6502361°N 139.2800444°E
武藏陵墓地（日语：／ Musashi-ryōbochi ?）是位於日本東京都八王子市長房町的皇室陵寢區。
昭和天皇陵墓營造以前，本稱多摩御陵，后統稱今名。該陵屬於八王子八十八景之一，隸屬宮內廳書陵部多摩陵墓監區事務所管轄。目前，陵區僅定期開放供訪客參拜。

## 墓主
- 大正天皇：多摩陵
- 貞明皇后：多摩東陵
- 昭和天皇：武藏野陵
- 香淳皇后：武藏野東陵

## 未來計畫

### 上皇夫婦的陵寢預定地
上皇明仁與其妻上皇后美智子的陵寢預定地，位於大正天皇與貞明皇后陵園左方。
2013年，宮內廳宣布在明仁天皇夫婦崩御後不採取土葬，而將採取火葬並縮小陵寢面積，將打破350年以來天皇皆採取土葬的傳統。上皇明仁將成為繼後陽成天皇後，再次採取火葬模式的天皇。

## 圖片

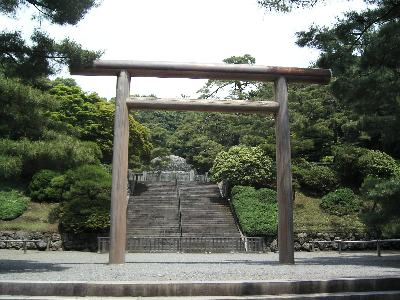
大正天皇陵「多摩陵」
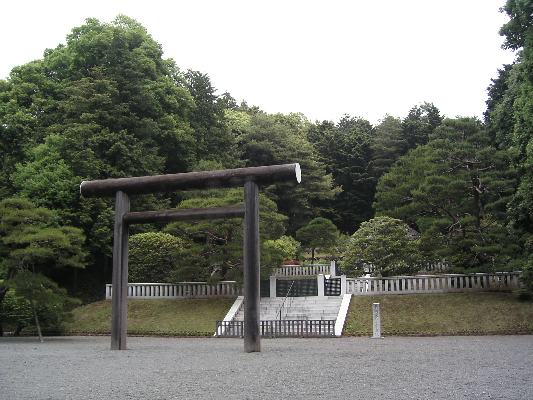
貞明皇后陵「多摩東陵」
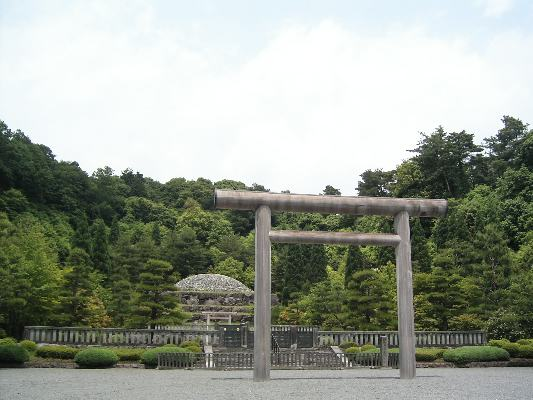
昭和天皇陵「武藏野陵」
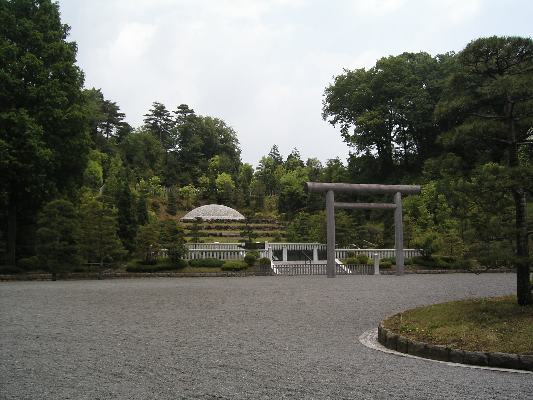
香淳皇后陵「武藏野東陵」

## 外部連結
- （日語）武蔵陵墓地案内図 （页面存档备份，存于）（PDF） - 宮内廳
- （日語）大正天皇 多摩陵 （页面存档备份，存于） - 宮内廳
- （日語）昭和天皇 武蔵野陵 （页面存档备份，存于） - 宮内廳
- （日語）武蔵陵墓地 （页面存档备份，存于） - 八王子市